# Dinár Republiky Srbská Krajina
Dinar Republiky Srbská Krajina byl užívaným platidlem v Republice Srbská Krajina a na chorvatských územích, která nebyla od roku 1991 pod kontrolou chorvatských úřadů. Emitorem byla Národní banka Republiky Srbská Krajina.

## Historie
V kninské tiskárně Mladost byly tištěny nejprve dluhopisy hodnoty 10 000, 20 000 a 50 000 dinárů. Dluhopisy byly zamýšleny jako půjčka na obranu Republiky Srbská Krajina, ale nikdy nebyly uvedeny do oběhu. Po vyhlášení Republiky Srbská Krajina bylo 18. května 1992 oznámeno zavedení vlastní měny. Předseda vlády Republiky Srbská Krajina Zdravko Zečević požádal vlády Srbska a Černé Hory, jakož i guvernéra NBJ, aby RSK zůstala součástí jednotného měnového systému s Federální republikou Jugoslávie. Zečevićova žádost byla zamítnuta, protože se mělo za to, že odliv jugoslávského dináru z BiH a Chorvatska zvýší inflaci. V oblastech pod kontrolou ozbrojených sil RSK kolovaly kromě dinárů RSK i jugoslávské dináry v poměru 1:1. Chorvatsko nikdy oficiálně neuznalo srbský krajinský dinár.

### Inflace
Poměr jugoslávských a krajinských dinárů byl od počátku 1:1. Od začátku byl dinár vystaven hyperinflaci. Dne 1. července 1992 byla nominální hodnota změněna v poměru 1:10. Dne 1. října 1993 byl dinár denominován v poměru 1:1 000 000 a 1. ledna 1994 byl denominován 1:1 000 000 000. Dne 24. ledna 1994 měl jugoslávský dinár (FRY) i dinár Republiky Srbská Krajina tržní hodnotu 13 373 454 za jednu německou marku. Zavedením tzv. „super dináru“, lidově zvaného „Avram“, byl devalvován na stávajících 1:20 000 000. Krajinský dinár byl zrušen a Republika Srbská Krajina a Republika Srpska byly zahrnuty do měnové skladby Jugoslávie. V letech 1992–1994 byl tedy dinár denominován v poměru 1:200 000 000 000 000 000 000 000. V tomto období byla roční míra inflace 1025%.

### Zrušení dinárů
V únoru 1995 přinesla kontaktní skupina (EU, USA a Ruska) tzv. Plán Z4, zahrnující ustavení parlamentu, vlády, státní znak, hymnu, policii, měnu (která by byla vydána Centrální bankou Chorvatska) atd. Odmítnutí plánu představiteli RSK a operace chorvatské armády (HV) „Blesk“ a „Bouře“ vedly k zániku Srbské Krajiny. Chorvatská kuna byla zavedena na územích pod kontrolou HV, s výjimkou oblasti chorvatského Dunaje, která se pod chorvatskou suverenitu dostala až v roce 1997. Dinár FRY byl vyměněn za kunu v poměru 1:1.

## První série
V červenci 1992 byla vydána první série bankovek, které nahradily jugoslávský dinár. Byly vydány nominální hodnoty 10, 50, 100, 500, 1 000 a 5 000 dinárů. Všechny bankovky mají stejný vzhled se státním znakem Republiky Srbská Krajina a ornamentem, liší se barvou emise, nominální hodnotou a velikostí. Všechny bankovky mají jako místo vydání rok 1992 Knin. Na přední straně je text psán azbukou, na rubu latinkou. Byly vydány ministerstvem financí a jsou ve skutečnosti hotovostní poukázky, které nahradily jugoslávský dinár. Grafická řešení jsou podobná Dináru Republiky srbské.

## Druhá série
Druhá série bankovek Republiky Srbská Krajina je pokračováním první série s nominálními hodnotami 10 000, 50 000, 100 000, 1 milion, 5 milionů, 10 milionů, 20 milionů, 50 milionů, 100 milionů, 500 milionů, 1 miliarda, 5 miliard a 10 miliard dinárů. Liší se textem „Národní banka Republiky Srbská Krajina“ a podpisem guvernéra banky.

## Třetí série
Kvůli hyperinflaci v roce 1993 vydala Národní banka nové bankovky v nominálních hodnotách 5 000, 50 000, 100 000, 500 000, 5 milionů, 100 milionů, 500 milionů, 5 miliard, 10 miliard a 50 miliard dinárů.

## Čtvrtá řada
S re-denominací v roce 1994 byla vydána poslední série v nominálních hodnotách 1 000, 10 000, 500 000, 1 milion a 10 milionů dinárů. V těchto oblastech byl dinár v roce 1995 nahrazen chorvatskou kunou.